# Apology for Murder
Pour plus de détails, voir Fiche technique et Distribution.
Apology for Murder est un film noir américain réalisé par Sam Newfield, sorti en 1945, avec Ann Savage, Hugh Beaumont, Russell Hicks et Charles D. Brown dans les rôles principaux.

## Synopsis
Le reporter Kenny Blake (Hugh Beaumont) tombe amoureux de Toni Kirkland (Ann Savage), qui est mariée à Harvey Kirkland (Russell Hicks), un homme beaucoup plus âgé qu'elle et qu'elle n'aime plus. Toni séduit Kenny pour assassiner son mari. Une fois le crime commis, le patron et meilleur ami de Kenny, Ward McKee (Charles D. Brown), mêne sa propre enquête et commence à soupçonner Kenny ...

## Fiche technique
- Titre original : Apology for Murder
- Réalisation : Sam Newfield
- Scénario : Fred Myton
- Photographie : Jack Greenhalgh
- Musique : Leo Erdody (en)
- Montage : Holbrook N. Todd (en)
- Décors : Harry Reif
- Direction artistique : Edward C. Jewell
- Producteur : Sigmund Neufeld
- Société de production : Sigmund Neufeld Productions
- Société de distribution : Producers Releasing Corporation
- Pays d'origine : États-Unis
- Format : Noir et blanc
- Genre cinématographique : Film policier, film noir
- Durée : 67 minutes
- Date de sortie :
  -  États-Unis : 27 septembre 1945

## Distribution
- Ann Savage : Toni Kirkland
- Hugh Beaumont : Kenny Blake
- Russell Hicks : Harvey Kirkland
- Charles D. Brown : Ward McKee
- Pierre Watkin : Craig Jordan
- Sarah Padden : Maggie, une servante
- Norman Willis : Allen Webb
- Eva Novak : une servante des Kirkland
- Budd Buster (en) : Jed, le concierge
- George Sherwood : lieutenant de police Edwards
- Wheaton Chambers (en) : le ministre
- Arch Hall Sr. (en) : Paul
- Jack Perrin : un reporter

## À noter
- Ce film a été tourné à Los Angeles. Le Griffith Park et l'artère Sunset Boulevard sont notamment visibles.
- L'intrigue de ce film est fortement inspirée du film noir Assurance sur la mort (Double Indemnity) de Billy Wilder réalisé l'année précédente. La société de production Producers Releasing Corporation, l'un des modestes studios du Poverty Row d'Hollywood, a voulu profiter de l'énorme succès du film de Wylder et souhaitait à l'origine nommer son film Single Indemnity. La Paramount Pictures a obtenu une injonction et la PRC a changé le nom de son film.